# 忧苦之慰圣母堂

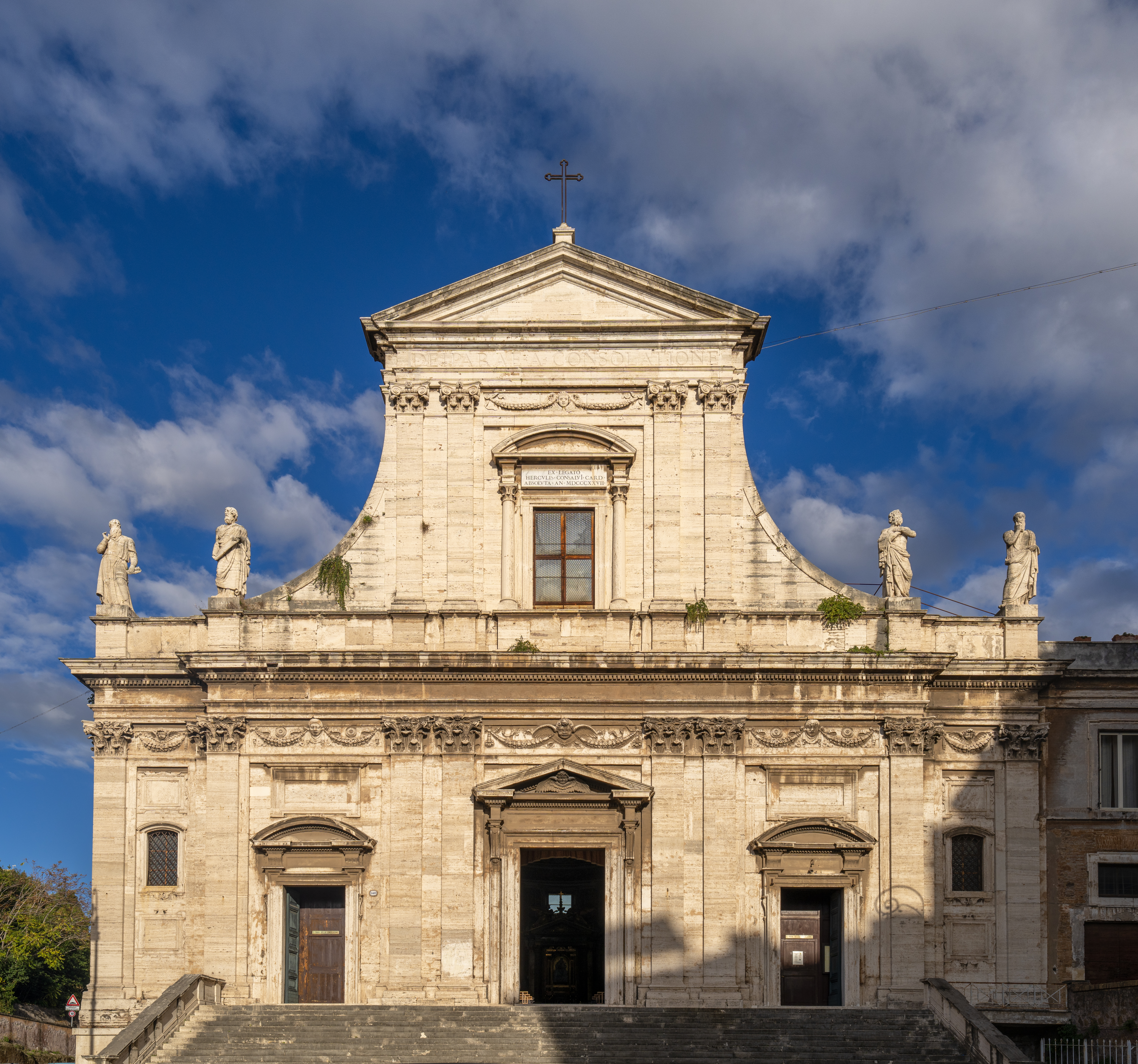
忧苦之慰圣母堂

忧苦之慰圣母堂（義大利語：Santa Maria della Consolazione）是一座罗马天主教教堂，位于罗马坎皮特利区帕拉蒂尼山脚下。

## 历史
该教堂得名于放置于此的圣母像，用于安慰将从教堂上面的悬崖推下处死的罪犯。1385年，贵族 Giordanello degli Alberini买下这幅画像，为面临死刑的罪犯提供安慰。

## 建筑与艺术

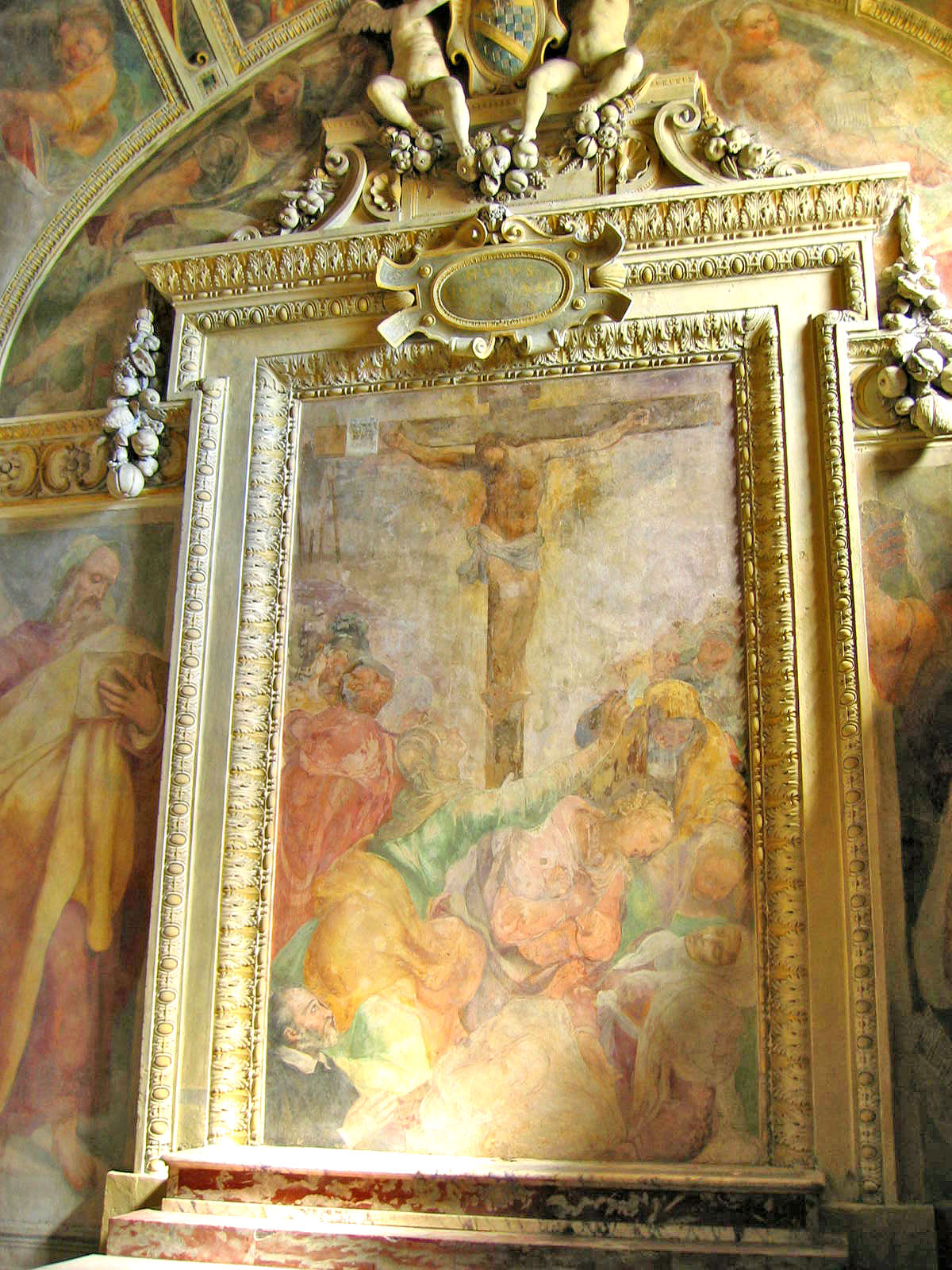
耶稣苦难事迹

1470年这里建起第一座教堂，1583年至1600年由隆吉（Martino Longhi il Vecchio）重建，建起了风格主义的立面。
右侧廊第一间小堂有祖卡里（Taddeo Zuccari）所绘的壁画“耶稣苦难事迹”（1556），第二间小堂有阿格雷斯蒂（Livio Agresti）所绘的圣母抱圣婴及诸圣画像（1575）。第三个小堂是巴格利奥尼（Giovanni Baglione）所绘的“耶稣和圣母的故事”。圣所右侧小堂有绘於13世纪的圣母像。祭台上的壁画“忧苦之慰圣母”为罗马诺（Antoniazzo Romano）重绘的作品。圣所墙上的壁画为波马兰齐奥（Pomarancio）所绘的“圣母圣诞”和“圣母蒙召升天”。他还画了第五间小堂的“玛利亚和耶稣的生活场景”。左侧第四个小堂的壁画是“圣安德肋的生平”。左侧第三个小堂的壁画描绘圣母的生平；左侧第二个小堂为17世纪作品“圣方济各受五伤”；第一个小堂是Raffaello da Montelupo的大理石浮雕“圣加大利納的神秘婚姻”（1530年）。